# Сейо Сексон
Сейо Сексон (хорв. Sejo Sexon; настоящее имя — Давор Сучич, хорв. Davor Sučić; р. 7 июня 1961, Сараево) — боснийский поэт, музыкант, композитор, актёр, продюсер. Один из основателей группы «Zabranjeno Pusenje». С 1978 по 1990 гг. — гитарист группы, с 1996 г. — вокалист. Автор большинства текстов песен группы, таких как: Zenica blues, Nedelja kada je otiša’o Hase, Dan Republike, Guzonjin sin, Fildžan viška, Jugo 45, Arizona dream, Laku noć stari и т. д. В том числе и песня «Čuva Bog Želju svog», посвященная футбольному клубу «Железничар» (Сараево). Так же является одним из основателей группы «Elvis J. Kurtovich & His Meteors» и движения Новых Примитивистов в Сараево, в 80-х годах. В 1990 году вместе с Гораном Бреговичем и Чиром Мандичем получил «Золотую Розу» в Монтерее за лучший рекламный клип.

## Фильмография
- 1984 — Top lista nadrealista (телесериал) / Актёр
- 1988 — Tragom ptice dodo (телесериал) / Композитор
- 1992-1994 — Top lista nadrealista (телесериал) / Актёр, Композитор
- 1994 — Paket (документальный фильм) / Композитор
- 2000 — Na svoji vesni (игровой фильм) / Актёр
- 2000 — Grad od snova (спектакль) / Композитор
- 2006 — Nafaka (игровой фильм) / Актёр, Композитор